# W.G. van Velzen
W.G. van Velzen este un om politic neerlandez, membru al Parlamentului European în perioada 1999-2004 din partea Țărilor de Jos. 
1. 1 2 3 4 5 6  Parlement & Politiek, accesat în 27 iulie 2015
2. ↑  Deputații în Parlamentul European
3. ↑  pace.coe.int